# Associazione Calcio Asti 1948-1949
Questa voce raccoglie le informazioni riguardanti l'Associazione Calcio Asti nelle competizioni ufficiali della stagione 1948-1949.

## Rosa
| N. |                   | Ruolo | Calciatore         |
| -- | ----------------- | ----- | ------------------ |
|    | Italia (bandiera) | P     | Aldo Agnisetta     |
|    | Italia (bandiera) | C     | Baggetto           |
|    | Italia (bandiera) | D     | Cagliero           |
|    | Italia (bandiera) | P     | Camoglio           |
|    | Italia (bandiera) | A     | Giuseppe Cavagnero |
|    | Italia (bandiera) | D     | Chiodo             |
|    | Italia (bandiera) | A     | De Nicolai         |
|    | Italia (bandiera) | D     | Fassone            |
|    | Italia (bandiera) | C     | Ferrari            |

| N. |                   | Ruolo | Calciatore        |
| -- | ----------------- | ----- | ----------------- |
|    | Italia (bandiera) | A     | Ferraroni         |
|    | Italia (bandiera) | C     | Angelo Fregosi    |
|    | Italia (bandiera) | D     | Ettore Girardengo |
|    | Italia (bandiera) | C     | Lo Russo          |
|    | Italia (bandiera) | D     | Mezzano           |
|    | Italia (bandiera) | A     | Aventino Pavese   |
|    | Italia (bandiera) | C     | Michele Ruella    |
|    | Italia (bandiera) | C     | Tosello           |